# Фенолят натрия
Феноля́т на́трия (химическая формула — C6H5ONa) — органическая натриевая соль фенола.
При стандартных условиях, фенолят натрия — это кристаллическое вещество белого цвета.

## Структура
Как и другие алкоголяты натрия, твёрдый фенолят натрия имеет сложную структуру, включающую несколько связей Na-O. Не растворённый фенолят является полимером, в котором каждый Na-центр связан с тремя кислородными лигандами, а также с фенильным кольцом. Аддукты фенолята натрия являются молекулярными соединениями, например [NaOPh]4(ГФМТА)4.
Фенолят натрия можно получить путём «щелочного сплавления» бензолсульфоновой кислоты, в результате чего SO3-группа замещается OH-группой:
{\displaystyle {\ce {C6H5SO3Na + 2NaOH -> C6H5ONa + Na2SO3}}}
Ранее этот способ получения был основным промышленным путём получения фенола.

## Химические свойства
Алкилирование даёт фенильные эфиры:
{\displaystyle {\ce {C6H5ONa + RBr -> C6H5OR + NaBr}}}
С помощью ацилирующих агентов можно получить сложные эфиры:
{\displaystyle {\ce {C6H5ONa + RC(O)Cl -> C6H5COOR + NaCl}}}
Фенолят натрия подвержен определённым типам реакций электрофильного замещения. Например, он реагирует с диоксидом углерода с образованием 2-гидроксибензоата, сопряжённого основания салициловой кислоты. Однако, в целом, электрофилы необратимо атакуют кислородный центр в феноляте.

## Получение
Чаще всего раствор фенолята натрия получают обработкой фенола гидроксидом натрия. Безводный фенолят натрия можно получить путём реакции фенола с натрием. Современным способом получения является реакция метоксида натрия с фенолом:
{\displaystyle {\ce {NaOCH3 + C6H5OH -> C6H5ONa + CH3OH}}}

## Применение
Фенолят натрия используется для синтеза многих, производных от него, органических веществ, таких как ариловые эфиры.

## Примечание
1. ↑  Michael Kunert, Eckhard Dinjus, Maria Nauck, Joachim Sieler «Structure and Reactivity of Sodium Phenoxide — Following the Course of the Kolbe-Schmitt Reaction» Chemische Berichte 1997 Volume 130, Issue 10, pages 1461—1465. doi:10.1002/cber.19971301017
2. 1 2  C. S. Marvel, A. L. Tanenbaum (1929). γ-Phenoxypropyl Bromide. Org. Synth. 9: 72. doi:10.15227/orgsyn.009.0072.
3. ↑  Kornblum, Nathan (1959). Heterogeneity as a Factor in the Alkylation of Ambident Anions: Phenoxide Ions1,2. Journal of the American Chemical Society. 81 (11): 2705–2715. doi:10.1021/ja01520a030.